# Tyra White
Tyra White, née le 23 mars 1989 à Kansas City au Missouri, est une joueuse professionnelle de basket-ball de nationalité américaine, championne NCAA 2011 avec les Texas A&M. Bonne rebondeuse pour sa taille, elle est connue pour prendre les tirs importants.

## Biographie
Au lycée d'Hickman Mills, elle inscrit en moyenne 18,5 points, 10 rebonds, 4 passes et 3 interceptions en senior. Elle est nommée McDonald´s All American. Elle rejoint l'Université de Texas A&M. Après une seconde année freshman discrète (5,2 points) après une blessure au genou à son arrivée, elle passe à 10,6 l'année suivante, où Danielle Adams rejoint l'équipe. En junior, le duo emmène les Aggies jusqu'au titre national, Tyra White marquant un panier à trois points décisif en fin de rencontre pour battre les Fighting Irish de Notre Dame. Après ses 13,8 points en junior, elle en inscrit en moyenne 13,1 en senior.
Draftée en 16e choix par les Sparks de Los Angeles, elle n'est pas conservée pour la saison WNBA 2012. Elle connaît sa première expérience professionnelle avec l'équipe porto-ricaine d'Athleticas de San German. En 19 rencontres, elle cumule 16,2 points, 6,5 rebonds et 2,7 passes décisives.
Elle signe en Pologne au Lider Pruszkow, mais son contrat est annulé pour raisons médicales. On la retrouve en Ukraine au Dynamo Kiev.
En 2013-2014, elle ne joue qu'une rencontre pour le club israélien de Ramat-Hasharon puis signe la saison suivante avec le promu en championnat tchèque SBS Ostrava.

## Distinctions personnelles
- All-Big 12 First Team Award (2011, 2012)[3]
- Finaliste du Big 12 Tournament (2009, 2011, 2012)[2]

## Palmarès
- Championne NCAA avec Texas A&M (2011)[2]
- Sweet Sixteen (2009, 2012)[2]
- Vainqueur du Tournoi de la Big 12 (2008, 2010)[2]